# P-マン
- Pマン
- P-MAN

『P-マン』（英語名：Prehistrik Man、ピーマン）は、1995年に発売されたスーパーファミコン用アクションゲームである。
2010年にはInterplayの権利の元でニンテンドーDSiウェアとして移植されており、日本においてはアークシステムワークスを発売元として『ARC STYLE: 絶叫原始人 サムの大冒険』（アークスタイル ぜっきょうげんしじん サムのだいぼうけん）のタイトルで配信された。
なお、スーパーファミコン版と同時期にゲームボーイでも同タイトル（『P-マン GB』をタイトルとすることもある）が発売されているが、『Prehistorik 2』の移植作品であり、内容はスーパーファミコン版と異なる。

## 概要
主人公サムが、冬に備えて蓄えていた村の食糧を奪ったティラノ軍団から、食糧を取り返すために冒険するスクロールタイプのアクションゲーム。全22ステージ。基本的にステージ選択はできないが、パスワードを入力すると特定のステージから遊ぶことができる。

## ステージ
|    | ステージ               | 概要 | パスワード   |
| -- | ---------------------- | --- | ------------ |
| 1  | ジャングルステップ     | 最初に訪れるステージ。チュートリアルも兼ねており、ここで基本を学ぶことができる。                                                         |              |
| 2  | オールドブリッジ       | 三階層からなる大橋。最上階にいるガーオを倒して、ライオンの皮を手に入れればクリア。                                                       |              |
| 3  | ビッグキャニオン       | 谷をハンググライダーで越えるステージ。敵は出現しない。クリアには一定数以上のダイヤが必要。                                               |              |
| 4  | ディープジャングル     | ジャングルを行き来して、スタート付近にある「ナゾの石像」にはめる石を探すステージ。順番はチョウロウの指示通りでなくてもよい。             | BRDQWC8XDJBQ |
| 5  | ダークフォレスト       | ジャングルで、かつてヒーローだった男のものだという「不思議な首飾り」を探すステージ。                                                     | BBH9QBSD6HBV |
| 6  | ツリーフォレスト       | 木の実を投げるウッホや、飛んでいるオームに注意しつつ、ツタを乗り継いでゆくステージ。                                                     |              |
| 7  | ファイヤーマウンテン   | 噴火する火山のそばを通る最初のボスステージ。中盤から、一定時間ごとに足元から炎が上がるようになるため、ツタに掴まって回避する必要がある。 | BBJQWC8ZFHB5 |
| 8  | ファイヤーフォレスト   | 縦スクロールのステージ。ステージ開始直後から、炎が上がってくるため、素早く上へと逃げなくてはならない。                                   |              |
| 9  | バーンアウトツリー     | 燃えて焦げた木々を渡るステージ。足場となる枝がない場所では、槍を木に突き立てて、足場にする。                                             |              |
| 10 | ウインディジャングル   | 縦スクロールのステージ。一定時間ごとに下から来る風に乗って、上を目指してのぼってゆく。                                                   |              |
| 11 | モンキータウン１       | 樹上にあるイエティたちの町。イエティに捕まったハンターを助けるため、イエティを倒して２つの鍵を手に入れる。                               | BBS9XBSF7HCM |
| 12 | モンキータウン２       | 樹上を「ボヨーン・ボヨーン(ホッピング)」に乗って進むステージ。クリアには一定数以上のダイヤを集める必要がある。                           |              |
| 13 | ナイトフォレスト       | 入り組んだ、夜の樹上のステージ。ホタルを手に入れるには、クモ型の敵を連続で乗り継がなくてはならない。                                     |              |
| 14 | ダークツリー           | 暗い木の内部を、ホタルの灯りをたよりに地上を目指す縦スクロールのステージ。２番目のボスがいる。                                           | BBXGSB4HTHH1 |
| 15 | スライムシティ１       | ゴンドラが初めて登場する都会のステージ。スライム型の敵は、顔を出した状態でしか攻撃が効かない。                                           |              |
| 16 | スライムシティ２       | サムの村から盗まれた、ティラノサウルスジーンまでの地図が描かれた、本のページを捜すステージ。ページは４枚に分かれている。                 | BB38LNBTTHH9 |
| 17 | スライムシティ３       | 「スポーツホイール（一輪車）」に乗って、スライムシティから脱出するステージ。ダッシュ状態でジャンプ台を通過すると、大きくジャンプできる。 |              |
| 18 | クリスタルケイブ１     | クリスタルの洞窟内で行方不明になったダイアナを捜すステージ。ブロックを落として足場を作るギミックがある。                                 |              |
| 19 | クリスタルケイブ２     | クリスタルの洞窟。前のステージより、謎解きの要素が強い上、難易度が高め。                                                                 |              |
| 20 | クリスタルリバー       | 筏にのってクリスタルの洞窟内の川を越えるステージ。川に落ちてしまうとアウトになる。                                                       | BB9DCB4JCHJS |
| 21 | アイスデザート         | 雪の降る雪山を登ってゆくステージ。地面は凍って滑りやすい。このステージの敵はどれも移動速度が速め。                                       |              |
| 22 | ティラノサウルスジーン | 一面に恐竜の骨が横たわる、墓場のような場所。最後のボスステージ。                                                                         | BCC5XCVRTHD2 |